# Тырсовой
Тырсовой — упразднённый посёлок в Кашарском районе Ростовской области. На момент упразднения входит в состав Индустриального сельского поселения. Исключен из учётных данных в 1998 году.

## География
Располагался в восточной части района, на границе с Милютинским районом, на балке Песчаная, на расстоянии приблизительно в 5 км (по прямой) к востоку от хутора Чернигово-Песчаный.

## История
Возник как одно из производственных отделений совхоза «Индустрия». В марте 1987 г. посёлок отделение 1-е совхоза переименован в посёлок Тырсовой. 